# Občina Trnovska vas
Občina Trnovska vas je ena od občin v Republiki Sloveniji. Nastala je leta 1998 z razdružitvijo dotedanje občine Destrnik-Trnovska vas. 

## Naselja v občini
Biš, Bišečki Vrh, Črmlja, Ločič, Sovjak, Trnovska vas, Trnovski Vrh

## Nagrade in priznanja
- 2022: Steletovo priznanje za celovito obnovo Simoničeve domačije[3]